# Hermenia verruculosa
Hermenia verruculosa är en ringmaskart som beskrevs av Grube 1856. Hermenia verruculosa ingår i släktet Hermenia och familjen Polynoidae. Inga underarter finns listade i Catalogue of Life.